# Marian Nixon
Pour les articles homonymes, voir Nixon.
 (mars 2025).
Si vous disposez d'ouvrages ou d'articles de référence ou si vous connaissez des sites web de qualité traitant du thème abordé ici, merci de compléter l'article en donnant les références utiles à sa vérifiabilité et en les liant à la section « Notes et références ».
Marian Nixon est une actrice américaine née Marian Nissinen à Superior, Wisconsin, le 20 octobre 1904 et morte à Los Angeles le 13 février 1983.

## Biographie

### Carrière
Née Marian Nissinen à Superior  (Wisconsin), c'est en tant que danseuse de music-hall que Marian Nixon fit ses débuts. Elle fit ensuite des bouts de films en 1922 avant d'obtenir un premier rôle substantiel en 1923 aux côtés de Buck Jones dans Cupid's Fireman, puis d'être élue WAMPAS Baby Star l'année suivante. Jusqu'à la fin des années 1920, elle travailla régulièrement, apparaissant dans Riders of the Purple Sage (1925), Raymond s'en va-t-en guerre de Clarence G. Badger (1926) et Le Perroquet chinois (1927).
En 1929, elle tourna son premier film parlant et y tint le rôle principal. Plus tard la même année, elle partagea avec Al Jolson l'affiche de Say It with Songs avant de jouer en 1930 dans General Crack.
En 1932, face à  Ralph Bellamy, elle fut Rebecca dans l'adaptation de Rebecca of Sunnybrook Farm avant de jouer avec James Cagney dans Winner Take All. Elle eut ensuite un rôle important dans un film de John Ford, Deux Femmes ( Pilgrimage) avant de tenter en 1934 de casser son image en jouant une comédie, We're Rich Again. Cela ne fut pas un succès et après des apparitions dans huit autres films, Marian Nixon se retira du cinéma en 1936.

### Vie personnelle
Marian Nixon se marie à Chicago en 1929 avec Edward Hillman Jr., héritier d'une famille qui possédait un grand magasin. Elle divorça en 1933 avant de se marier l'année suivante avec celui qui l'avait dirigée dans We're Rich Again, William A. Seiter. Leur union prit fin avec la mort de Seiter en 1964. Elle se remaria pour la dernière fois en 1974 avec l'acteur et producteur Ben Lyon, qui mourut en 1979.

Marian Nixon meurt le 13 février 1983, des suites d'une opération à cœur ouvert. Elle est enterrée au Forest Lawn Memorial Park de Glendale  (Californie) et possède son étoile sur l'Hollywood Walk of Fame au 1724 Vine Street, Los Angeles, California.

## Filmographie partielle
- 1923 : Big Dan de William A. Wellman : Dora Allen
- 1923 : Cupid's Fireman de William A. Wellman
- 1924 : The Last of the Duanes de Lynn Reynolds
- 1924 : The Vagabond Trail de William A. Wellman
- 1924 : Just Off Broadway d'Edmund Mortimer
- 1925 : The Saddle Hawk d'Edward Sedgwick
- 1925 : Let 'er Buck d'Edward Sedgwick
- 1925 : Le Réprouvé (Durand of the Bad Lands) de Lynn Reynolds
- 1925 : The Hurricane Kid d'Edward Sedgwick : Joan Langdon
- 1926 : Devil's Island de Frank O'Connor
- 1926 : Raymond s'en va-t-en guerre (Hands Up!) de Clarence G. Badger
- 1926 : Les Mésaventures de Jones (What Happened to Jones) de William A. Seiter
- 1927 : Le Perroquet chinois (The Chinese Parrot) de Paul Leni
- 1928 : Le Prince des cacahuètes (How to Handle Women) de William J. Craft
- 1929 : The Show of Shows de John G. Adolfi
- 1929 : Young Nowheres de Frank Lloyd
- 1929 : Amour vainqueur (The Rainbow Man) de Fred C. Newmeyer
- 1929 : Dressez ma fille (Geraldine) de Melville W. Brown
- 1929 : Le Général Crack (General Crack)  d'Alan Crosland
- 1930 : The Pay-Off de Lowell Sherman
- 1930 : Adios (The Lash) de Frank Lloyd
- 1930 : Courage d'Archie Mayo
- 1930 : Ex-Flame de Victor Halperin
- 1932 : Charlie Chan's Chance de John G. Blystone : Shirley Marlowe
- 1932 : Winner Take All de Roy Del Ruth
- 1933 : Deux Femmes (Pilgrimage) de John Ford : Mary Saunders
- 1933 : Doctor Bull de John Ford : May Tupping
- 1933 : Chance at Heaven de William A. Seiter
- 1934 : Avec votre permission (By Your Leave) de Lloyd Corrigan
- 1935 : Sweepstakes Annie de William Nigh
- 1936 : Captain Calamity de John Reinhardt
- 1936 : The Drag-Net de Vin Moore
- 1936 : Tango de Phil Rosen
- 1936 : The Reckless Way (en) de Bernard B. Ray